# Пєгов Григорій Іванович
Пє́гов Григо́рій Іва́нович (28 березня 1919 , Привільне, Херсонська губернія  — 7 травня 2003 , Одеса ) — учасник Другої світової війни, командир взводу, молодший лейтенант, Герой Радянського Союзу (1945).

## Життєпис
Народився 28 березня 1919 року в селі Привільне Баштанського району Миколаївської області в селянській родині. Українець. Член ВКП(б) з 1944 року.
Закінчив 7 класів. Працював трактористом.
У лавах РСЧА з 1939 року. Учасник німецько-радянської війни з червня 1941 року. У 1943 році закінчив Сталінградське танкове училище.
Особливо командир танкового взводу 31-ї танкової бригади 29-го танкового корпусу 5-ї гвардійської танкової армії 1-го Прибалтійського фронту молодший лейтенант Г. І. Пєгов відзначився 10 жовтня 1944 року. Одним з перших у батальйоні він з боєм прорвався до узбережжя Балтійського моря поблизу населеного пункту Каролінінкай Кретингського району Литви й забезпечив успішний вихід туди головних сил бригади.
У 1946 році вийшов у запас. Мешкав у Одесі. У 1948 році закінчив Одеську радпартшколу. Працював диспетчером кабельного заводу.

## Нагороди
Указом Президії Верховної Ради СРСР від 24 березня 1945 року молодшому лейтенанту Пєгову Григорію Івановичу присвоєне звання Героя Радянського Союзу з врученням ордена Леніна і медалі «Золота Зірка» (№ 8587).
Також нагороджений орденами Червоного Прапора, Вітчизняної війни 1-го ступеня, Червоної Зірки, медалями.